# Société de Commentry, Fourchambault et Decazeville
La Société de Commentry, Fourchambault et Decazeville (parfois appelée « Comambault ») est une ancienne compagnie métallurgique créée par la fusion de plusieurs sociétés en 1853. Issue de la Société Boigues-Rambourg et Compagnie. Registre de commerce de la Seine n°21 657. Renommée en 1954, la société a été intégrée au groupe Creusot-Loire, liquidé en 1984.

## Historique
La Société Boigues, Rambourg & Cie est créée par la fusion de la Société Boigues & Cie fondée par Louis Boigues, propriétaire des forges de Fourchambault (Nièvre), et de la Société Rambourg Frères de la famille Rambourg gérée par Stéphane Mony, propriétaire de la mine de Commentry (Allier). Outre les sites de Commentry et de Fourchambault, la société exploite les usines de Montluçon, Imphy, Torteron, et de La Pique ainsi que la mine de Montvicq, faisant travailler plus de 5 000 personnes au total. Renommée Société de Commentry, Fourchambault et Decazeville, elle est constituée en société anonyme le 11 avril 1874, son siège social à Paris (84 rue de Lille) et possédant plusieurs établissements (Pamiers, Decazeville, Bourges, Imphy).
En 1888, l’entreprise a connu une période de graves difficultés. La direction générale est confiée à Henri Fayol qui dirige la houillère de Commentry depuis 1866. Cette expérience a joué une grande importance dans les théories de management de Fayol, qui est resté à la tête de la société jusqu’en 1918.
D’autres usines sont intégrées au cours des décennies suivantes : Mines de Brassac (Brassac-les-Mines) en 1891 ; Société des forges et fonderies de l'Aveyron en 1892; mines de Campagnac en 1910 ; usines de Mazières et de Pamiers en 1930.
La société est renommée Société métallurgique d'Imphy en 1954. En 1968, elle est intégrée à la Société des Forges et Ateliers du Creusot. Cette entité a été absorbée en 1971 par Creusot-Loire, qui a finalement été liquidé en 1984.
| Fourchambault Imphy Montluçon Commentry Brassac-les-Mines Decazeville |